# یواس‌اس دیانتاس (اس‌پی-۶۳۹)
یواس‌اس دیانتاس (اس‌پی-۶۳۹) (به انگلیسی: USS Dianthus (SP-639)) یک کشتی بود که طول آن ۶۵ فوت (۲۰ متر) بود. این کشتی در سال ۱۹۱۳ ساخته شد.